# Lithocarpus farinulentus
Lithocarpus farinulentus (Hance) A.Camus – gatunek roślin z rodziny bukowatych (Fagaceae Dumort.). Występuje naturalnie w Tajlandii, Kambodży, Wietnamie oraz południowych Chinach (w południowym Junnanie). 

## Morfologia
PokrójZimozielone drzewo dorastające do 6–12 m wysokości.
LiścieBlaszka liściowa jest nieco skórzasta i ma owalny lub eliptyczny kształt. Mierzy 8–15 cm długości oraz 3–7 cm szerokości, jest całobrzega, ma klinową lub zbiegającą po ogonku nasadę i tępy lub spiczasty wierzchołek. Ogonek liściowy jest nagi i ma 10 mm długości.
OwoceOrzechy o stożkowatym kształcie, dorastają do 7–10 mm długości i 7–12 mm średnicy. Osadzone są pojedynczo w miseczkach w kształcie talerza, które mierzą 3–5 mm długości i 8–10 mm średnicy. Orzechy otulone są w miseczkach do 15–20% ich długości.

## Biologia i ekologia
Rośnie w wiecznie zielonych lasach. Występuje na wysokości do 1000 m n.p.m. Kwitnie od sierpnia od października, natomiast owoce dojrzewają od października do listopada.